# Илия Нисибисский
Илия Нисибийский, Илия Нисибисский (также Илия бар Шинайя, Мар Элийа бар Шинайа; сир. ܐܠܝܐ ܢܨܝܒܝܢܝܐ  (Elīyā bar Shīnāyā), араб. لمطران ايليا النصيبيني المعروف بابن السنّي‎ (Iliyyā ibn Šīnā)); 11  февраля 975 года — 18 июля 1046 года) — сирийский богослов, церковный деятель и писатель Церкви Востока. Илия являлся епископом Бет Нухадры (1002–1008) и архиепископом Нисибиса (1008–1046). Мар Илия являлся одним из важнейших арабо-христианских писателей  XI века. Наиболее известное произведение Илии «Летопись» (или «Хронография») является уникальным источником по истории сасанидской Персии. Илии бар Шинайя принадлежит также большое количество трудов на сирийском и арабском языках в области истории, богословия, канонического права и филологии.
В соответствии с указанием историка XIV века Салибы ибн Юханны Илия умер 10 мухаррама 438 года хиджры, что соответствует 18 июля 1046 года. На основании того, что в одном из сочинений Илии католикос Илия I  (умер в 1049 году) упомянут умершим, И. С. Ассемани предложил датировать смерть Илии не ранее 1049 года (были приняты датировки 1049, 1050 и 1056 годы), что было принято большинством исследователей. Однако позднее Э. К. Делли и Х. Самир доказали, что упоминание Илии I принадлежит не Илии Нисибинскому, а его переводчику и отвергать точное указание Салибы ибн Юханны нет оснований.

## Биография
Илия родился 11  февраля 975 года в Шенне, на территории Аббасидского халифата. Образование получил в монастыре святого Михаила в районе Мосула. 15 сентября 994 года был рукоположен в священника епископом Шенны Нафанаилом. В 996—1000 годах Илия стал игуменом в монастыре святого Симеона близ Шенны. 15 февраля 1002 года был рукоположен в епископа Бет-Нухадрэ (современный Дахук, северный Ирак). 26 декабря 1008 года Илия стал митрополитом Нисибина. Поддерживал хорошие отношения с курдскими эмирами из династии Марванидов, а также с католикосом Йоханнаном VI бар Назоком (1012—1020). Выступал против католикосов Ишояба IV (1020—1025) и Илии I (1028—1049), с которым впоследствии примирился. Умер 18 июля 1046 года, по другим данным после 1049 года.

## Сочинения
Большой вклад в исследование наследия Илии бар Шинайи внёс египетский католический востоковед Халил Самир, который издал ряд произведений Илии. Важнейшим историческим трудом Илии Нисибийского является «Хронография» («Хроника» или «Летопись»), которая сохранилась в единственной арабоязычной рукописи, хранящейся в Ватикане. В данной работе события описываются до 1018 года на арабском и сирийском языках в виде хронологических таблиц с указанием источников. В области филологии Илия составил сиро-арабский словарь и грамматику, которая написана для начинающих изучение сирийского языка. 
Важными богословскими работами Илии являются «Книга доказательства истинности веры» и «Собеседования». Первое произведение состоит из четырёх разделов апологетического характера: триадологического (против мусульман), христологического (против иудеев), раздел с опровержением взглядов «мелькитов и «яковитов» (против православных и монофизитов) и раздел о богословии и самоопределении «восточных», т. е. членов Церкви Востока («несториан»). Второе произведение представляет собой изложение бесед митрополита Илии с мусульманским визирем Аббасидского халифата Абу-ль-Касимом аль-Хусайном ибн Али аль-Магриби, проходивших в 1026 году. Согласно рассказу Илии, визирь попросил о встречах после того, как его исцелил от болезни монах Церкви Востока, что заставило его пересмотреть своё прежнее понимание христианства как многобожия и неверности Богу. 
Будучи знатоком арабской культуры Илия Нисибисский стал одним из первых сирийских богословов, проводивших аргументированную полемику с исламом. Помимо этих работ Илия является автором сочинений на различные темы: 4-х томный свод канонических постановлений Церкви Востока на сирийском языке (не сохранился), произведение «Пять сомнений и ответы на них» о подлинности Евангелия адресованное Ибн Бутлану, послание епископам и жителям Багдада (1020) против избрания католикосом-патриархом Ишояба IV.

## Богословские взгляды
В своих полемических сочинениях Илия придерживается традиционного богословия восточных сирийцев в терминологии и взглядах антиохийской школы. В своей «Книге доказательства истинности веры» Мар Илия рассматривает вопрос отвержения итогов Эфесского собора (431) Церковью Востока. По мнению Илии, Несторий правомерно отказался участвовать в соборе, поскольку восточные епископы к тому времени не успели прибыть на заседания и таким образом собор не мог являться выражением мнения всей полноты Вселенской Церкви. Илия настаивает также на недопустимости использования термина «Богородица» или «Божья Матерь» (yaldāt ’alāhā) по отношению к Деве Марии, который он называет «корнем всех бед и Кириллова нечестия». При этом Илия подчёркивает, что отказ от имени «Богородица» не умаляет почитания и достоинства Девы Марии, «родившей Господа нашего», а предусматривает идею «порождения Божества», чуждую традиции Церкви Востока.